# Stanko Pertot
Stanko Pertot, slovenski športni in prosvetni delavec, * 1. avgust 1910, Barkovlje, † 4. februar 1981, Trst.

## Življenje in delo
Rodil se je v družini tržaškega tiskarja pri listu Edinost Janeza Pertota. Po končani ljudski šoli v rojstnem kraju je v Šentvidu pri Ljubljani končal 4. razrede škofijske gimnazije in srednjo trgovsko šolo v Trstu. Ko je fašistična oblast prepovedala Edinost, se je družina preselila v Celje,sam pa je moral na odsluženje vojaškega roka v La Spezio. Po odsluženi vojaščini se je pridružil družini v Celju. Tu je bil med soustanovitelji atletskega društva predhodnika današnjega Atletska društva Kladivar, deloval pa je tudi v Sokolu. Pred napadom na Jugoslavijo se je med prvimi pridružil primorskemu bataljonu prostovoljcev in z njimi v Karlovcu doživel kapitulacijo Jugoslavije. Iz Karlovca je odšel v Sarajevo, kjer je pri Rdečem križu skrbel za prehrano in razmeščanje slovenskih izseljencev katere so nemški okupatorji nasilno pregnali s Štajerske. Po italijanski kapitulaciji se je jeseni 1943 vrnil v Trst. Tu je sodeloval z OF in delal pri VOS. Na enem od potovanj med Trstom in Ljubljano ga je Gestapo aretiral ter v drugi polovici leta 1944 poslal v koncentracijsko taborišče Buchenwald, kjer je dočakal konec vojne. Po osvoboditvi je skrbel za organizirano vračanje internirancev v domovino. Po vrnitvi v Trst je vodil kino podjetje Globus, ki je predvajalo filme v širši tržaški okolici. Kasneje se je zaposlil pri trgovskem podjetju Luin in nazadnje ustanovil lastno izvozno-uvozno podjetje Intermaris ter ga vodil do smrti. Takoj po prihodu v Trst se je tudi vključil v športno organizacijo Zvezo društev za telesno kulturo in bil njegova gonilna sila. Vse do leta 1952 je bil med organizatorji prvomajskih telovadnih nastopov. Ko je po dogodkih povezanih z Informbirojem delo v Zvezi društev za telesno kulturo prenehalo, se je lotil novega dela. Nekaj let je bil predsednik športnega združenja BOR, nato član njegovega nadzornega sveta. Ob ustanovitvi slovenskega pomorskega kluba Sirena je postal član njegovega nadzornega sveta. Deloval je tudi v drugih političnih organizacijah: v Slovensko-italijanski protifašistični uniji, Slovenski levici, Neodvisni socialistični zvezi in drugih. Veliko je pisal o športu in se stalno udeleževal slovenskih športnih in kulturnih prireditev. 